# Língua kim mun
A língua Kim Mun (金門方言 / 金门方言) é uma língua Hmong Mien falada por parte das pessoas do povo Yao nas províncias de Guangxi, Hunan e Hainan da China. As línguas Iu Mien e Kim Mun são bem similares entre si compartilhando 78% do vocabulário.